# Celaya
Celaya là một đô thị thuộc bang Guanajuato, México. Năm 2005, dân số của đô thị này là 415869 người.